# 경쟁 프로그래밍
경쟁 프로그래밍(Competitive programming) 또는 스포츠 프로그래밍(sports programming)은 일반적으로 인터넷이나 로컬 네트워크를 통해 개최되는 마인드 스포츠로 참가자가 제공된 사양에 따라 프로그램을 시도하는 것을 포함한다. 참가자는 스포츠 프로그래머라고 부른다. 경쟁 프로그래밍은 구글 및 페이스북과 같은 여러 다국적 소프트웨어 및 인터넷 회사에서 인정하고 지원한다.
프로그래밍 대회는 일반적으로 주최자가 참가자(수십에서 수백에서 수천까지 다양할 수 있음)에게 퍼즐 또는 도전이라고도 하는 일련의 논리적 또는 수학적 문제를 제시하는 것을 포함한다. 참가자는 이러한 문제를 해결할 수 있는 컴퓨터 프로그램을 작성해야 한다. 판단은 주로 해결된 문제의 수와 성공적인 솔루션을 작성하는 데 소요된 시간을 기반으로 하지만 다른 요소(생산된 출력 품질, 실행 시간, 메모리 사용량, 프로그램 크기 등)도 포함될 수 있다.

## 같이 보기
- 코드 골프
- 해커톤